# Kikyu sky station
kikyu sky station（キキュウ・スカイ・ステーション）は、地上デジタル音声放送「UNIQue the RADIO」（東京地区9301ch）にて放送されていたラジオ番組である。
パーソナリティは、クリエイター集団「kikyu」所属の麻生潤と矢吹和彦。